# La sonnambula (film)
Pour l’article homonyme, voir La sonnambula.
Pour plus de détails, voir Fiche technique et Distribution.
La sonnambula est un film italien réalisé en 1941 par Piero Ballerini.

## Synopsis
En convalescence à Moltrasio, le compositeur Vincenzo Bellini rencontre une jeune comtesse, Ornella, dont il tombe immédiatement amoureux. Mais celle-ci est promise à l'un de ses cousins... Une nuit, la comtesse souffrant de somnambulisme tombe à l'eau et est repêchée mourante. À la suite d'une prémonition, Bellini se précipite alors à son chevet.

## Fiche technique
- Titre : La sonnambula
- Réalisation : Piero Ballerini
- Scénario : Carlo Salsa, Domenico Valinotti et Piero Ballerini
- Montage : Piero Ballerini et Max Calandri
- Production : Domenico Valinotti
- Société de production : Dora Film
- Pays :  Royaume d'Italie
- Genre : Comédie
- Durée : 88 minutes
- Dates de sortie : 
  - Royaume d'Italie : 24 décembre 1941

## Distribution
- Roberto Villa : Vincenzo Bellini
- Germana Paolieri : Giuditta Turina
- Luisella Beghi : Ornella D'Engelsbourg
- Osvaldo Valenti : le comte Osvaldo Merola
- Loris Gizzi : Gioachino Rossini
- Anita Farra : Giuditta Pasta
- Umberto Mozzato : le comte Gaspare Merola
- Carlo Tamberlani : Agostino